# Планетна система

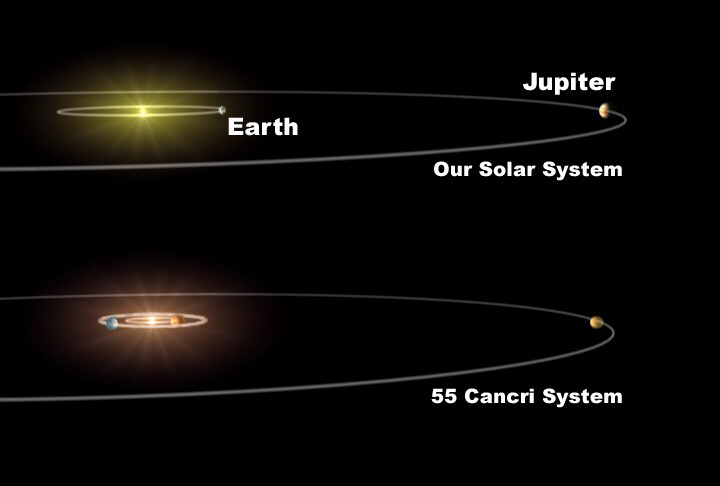
Планетні системи Сонця та 55 Раку.

Планетна система — незоряні космічні об'єкти, які обертаються навколо материнської зорі. Це можуть бути планети, супутники, астероїди, метеорити, комети та космічний пил. Сонце та планетна система, яка обертається навколо нього, загалом утворюють Сонячну систему. Вважається, що планетні системи навколо сонцеподібних зір формуються під час спільного зоретворчого процесу.
Деякі ранні теорії передбачали, що поблизу Сонця пройшла інша зоря, яка «витягла» з нього речовину, з якої зрештою утворювалися планети. Зараз відомо, що ймовірність такого зіткнення дуже мала, щоб вважати подібну теорію життєздатною.
Водночас вчені спостерігають ознаки іншого явища — поглинання деякими зорями своїх планет.